# Gulella claustralis
Gulella claustralis é uma espécie de gastrópode da família Streptaxidae.
É endémica da África do Sul.
Os seus habitats naturais são: florestas subtropicais ou tropicais húmidas de baixa altitude.
Está ameaçada por perda de habitat.